# Eurobarometer
Das Eurobarometer ist eine in regelmäßigen Abständen von der Europäischen Kommission in Auftrag gegebene öffentliche Meinungsumfrage in den Ländern der EU. Dabei werden sowohl immer die gleichen Standardfragen als auch wechselnde Fragen zu unterschiedlichen Themen gestellt. Die erste Umfrage mit Standardfragen wurde 1973 veröffentlicht. Seit 1978 dient diese repräsentative Umfrage der EU-Kommission der Beobachtung und Herausbildung der Meinungsentwicklung unter der europäischen Bevölkerung.

## Themen
Untersucht werden zentrale Fragen zu sozialen und politischen Einstellungen zu zentralen Themen der
Europäischen Union, wie: 
- der sozialen Lage
- der Integration von Minderheiten
- der Gesundheit
- der Kultur
- der Informationstechnologie
- dem Umweltschutz
- dem Euro
- Militäreinsätzen
- der Europäischen Einigung
- der Politik und den Institutionen der EU

## Vorgehensweise
Für jede halbjährliche Umfrage werden pro Mitgliedstaat etwa 1000 EU-Bürger im Alter ab 15 Jahren befragt, in Deutschland 2000 bzw. 1500 (getrennt nach alten und neuen Bundesländern), in Luxemburg 600 und im Vereinigten Königreich 1300, davon 300 in Nordirland.
Seit Herbst 2004 führt in Deutschland die TNS Infratest Sozialforschung GmbH die Eurobarometer-Erhebungen standardmäßig jeweils im Frühling und im Herbst durch. Bei aktuellen Themen können auch spezielle Umfragen durchgeführt werden.

## Kritik
Kritik wird u. a. an der Art der Datenerhebung, speziell am Fragendesign geübt. Generell ist es kritisch zu sehen, wenn, wie im Fall des Eurobarometer, der Auftraggeber (Europäische Kommission) gleichzeitig Objekt der Umfrage ist. Dies kann zu einer systematischen Gerichtetheit von Fragebögen, zu einer strategischen Manipulation einer Umfrage führen. Für das Eurobarometer wurde dieser Verdacht der Manipulation in einer Studie 2012 untersucht und auch nachgewiesen.